# 順帝 (南朝宋)
順帝（じゅんてい）は、南朝宋の第8代（最後の）皇帝。姓は劉、諱は準。第6代皇帝明帝の三男で、第7代皇帝後廃帝の弟。沈約の『宋書』后妃伝では、実際には明帝の弟の桂陽王劉休範の子とする。

## 生涯
泰始7年（471年）、安成王に封じられる。元徽5年（477年）7月、兄の後廃帝が殺された後に、蕭道成によって擁立された。名目上は皇帝ではあったが、実権は斉王・相国となった蕭道成に完全に握られていた。即位後、車騎大将軍・荊州刺史の沈攸之・司徒の袁粲らが蕭道成打倒に挙兵するが、ことごとく鎮圧される。
昇明3年（479年）4月、禅譲の儀が執り行われ南朝宋は滅び南朝斉が建国された。その後の劉準の様子が司馬光の『資治通鑑』巻135や李延寿の『南史』巻3に記録されている。蕭道成の重臣である王敬則が兵を率いて宮城に現れると、劉準は宮城の中を逃げ仏像の天蓋に身を隠した。しかし、兵を畏れた太后と宦官らにより劉準は引っ張り出され神輿に乗るよう迫られる。劉準は神輿に乗せられると「私を殺すつもりか」と泣きながら尋ねた。すると王敬則は「陛下には別宮にお移り頂くだけです。劉氏が司馬氏から受禅した時のやり方にならうのです」と答えた。劉準は指を弾き「生まれ変わっても帝王の家にだけは生まれたくない（願後身世世勿復生天王家）」と言い、宮中の家臣も皆涙した。劉準は王敬則の手をたたき「もし無事にいられれば、お前に十万銭を与えよう」と言った。
禅譲後、劉準は汝陰王に封じられ丹陽宮に移された。1カ月後、監視の兵が馬が激しく鳴くのを聞くと、これを理由に謀叛を起こしたとされ殺された。まもなく諸侯に封じられた弟たちも、みな殺された。

## 伝記資料
- 『宋書』巻10 本紀第10 順皇帝
- 『南史』巻3 宋本紀下第3 順皇帝
- 『資治通鑑』巻134、135